# 1968年夏季奥林匹克运动会马达加斯加代表团
1968年夏季奥林匹克运动会马达加斯加代表团是马达加斯加派出的1968年夏季奥林匹克运动会代表团。